# Mercedariusze
Zakon Najświętszej Marii Panny Łaskawej, skr. mercedariusze, mercedyści (łac. Ordo Beatae Mariae Virginis de Mercede lub Ordo de Mercede, O.de.M.) – zakon rycerski założony w Barcelonie w 1218 przez Piotra Nolasco i zaaprobowany przez króla Aragonii Jakuba 10 sierpnia tego roku. Zakon został zatwierdzony przez papieża Honoriusza III, a następnie zaaprobowany przez papieża Grzegorza IX w 1230, który też 17 stycznia 1235 ostatecznie go zatwierdził i nadał mu regułę augustiańską.
Głównym celem tego zgromadzenia zakonnego było uwolnienie chrześcijańskich niewolników z rąk muzułmańskich. Posiadał dwie gałęzie: duchowną i rycerską. Bracia-rycerze, oddzielnym ślubem zobowiązywali się do walki z Maurami aż do uwolnienia z ich rąk całej Hiszpanii. Duchowni natomiast, oprócz ślubów zwykłych, składali zobowiązanie oddania się w razie potrzeby w niewolę w zamian przetrzymywanych przez muzułmanów niewolników.

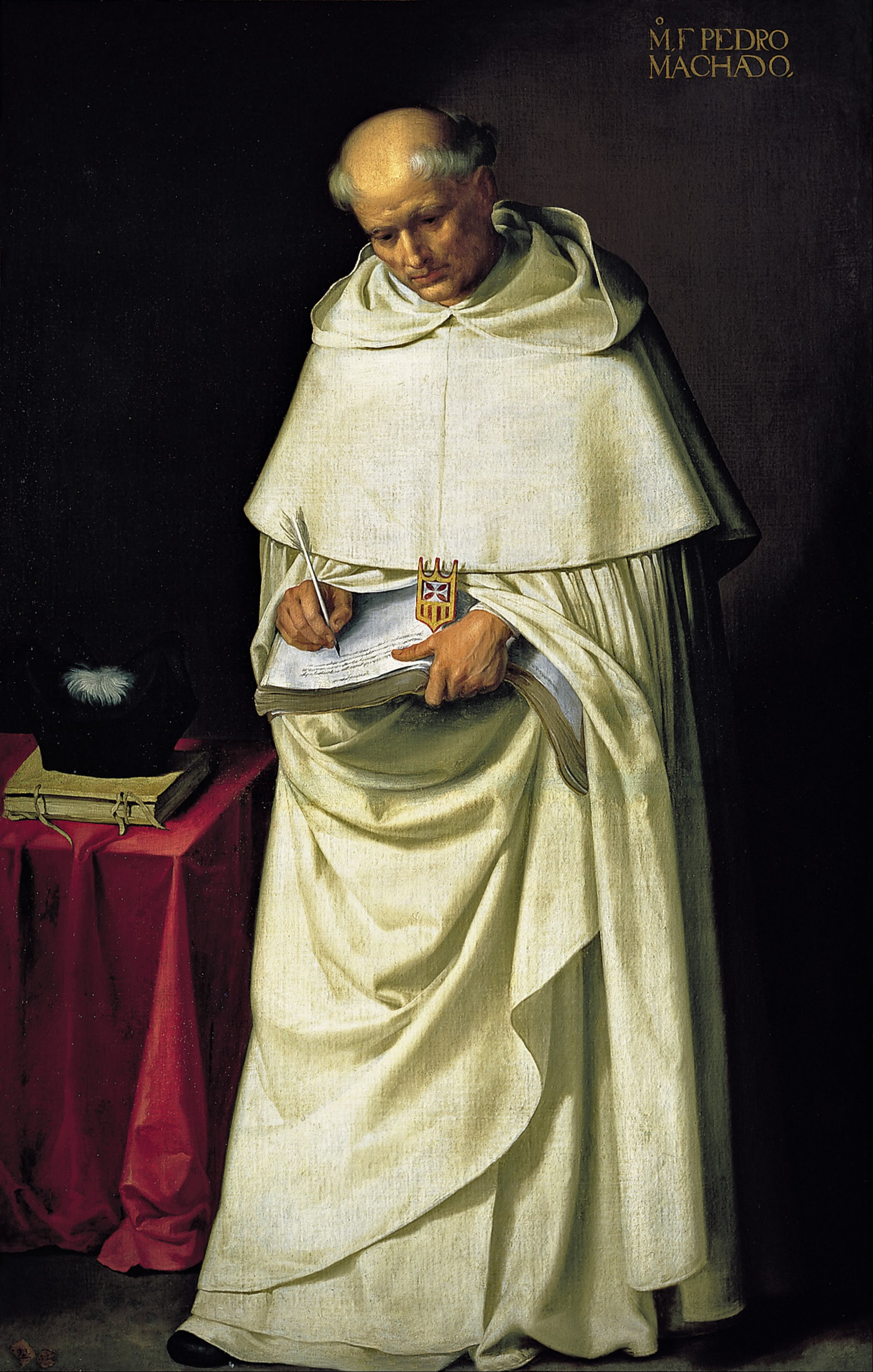
Zakonnik mercedariusz, ojciec Pedro Machado, na portrecie Francisco de Zurbarána

Dzięki licznym przywilejom zakon szybko się rozwijał. Jego domy powstały, oprócz Hiszpanii, również we Francji, Anglii, Niemczech i Portugalii. Ocenia się, że pomiędzy XIII a XVII w. zakonowi udało się uwolnić blisko 500 000 niewolników i jeńców chrześcijańskich w północnej Afryce. Stopniowo coraz większe znaczenie odgrywała gałąź duchowna, czego zwieńczeniem były decyzja papieża Jana XXII, że wielkim mistrzem może być tylko osoba duchowna oraz wybory mistrza generalnego w Walencji w 1317. Spowodowało to przejście rycerzy do świeżo powstałego rycerskiego zakonu z Montesy. Po odkryciu Ameryki Krzysztof Kolumb sprowadził członków zakonu do Nowego Świata. Powstały tam nowe prowincje zakonne, a zakonnicy tamtejsi mieli duży udział w nawracaniu Indian na chrześcijaństwo. Gałąź żeńska zakonu została utworzona w Sewilli w 1568. Na przestrzeni wieków zakon przeszedł liczne przemiany.
W 1926 mistrz generalny zmienił konstytucję zakonu i odrestaurował gałąź świecką zakonu jako pięcioklasowy order rycerski. Jednym z odznaczonych był gen. Kazimierz Dzierżanowski, który otrzymał order II klasy (krzyż komandorski z gwiazdą), zatwierdzony do noszenia na mundurze przez Prezydenta RP w 1927 jako odznaczenie papieskie. Stolica Apostolska w 1935 nie zaaprobowała jednak zmiany konstytucji zakonu, a w 1946 uznała wszystkie nadania za niemające mocy prawnej.
Zakon nadal istnieje jako zgromadzenie duchownych. Posiada klasztory głównie w Hiszpanii i Ameryce Łacińskiej, ale także w Irlandii i USA. Obejmuje 2 gałęzie męskie, skupiające łącznie 541 księży, 730 zakonników i 161 domy, oraz 2 gałęzie żeńskie, do których należy ok. 300 sióstr przebywających w 14 klasztorach (stan na 2002).